# يهود جورجيا
يهود جورجيا أو اليهود الجورجيون هم اليهود من جورجيا الواقعة في القفقاز. تعبتر الجالية اليهودية في جورجيا من أعرق الجاليات، حيث هاجروا إلى البلاد خلال السبي البابلي في القرن السادس قبل الميلاد.
اللغة التقليدية ليهود جورجيا هي اليهودية الجورجية وهي شكل من اللغة الجورجية تستند وبشكل كبير على العبرية، وتكتب بالكتابة الجورجية أو العبرية.

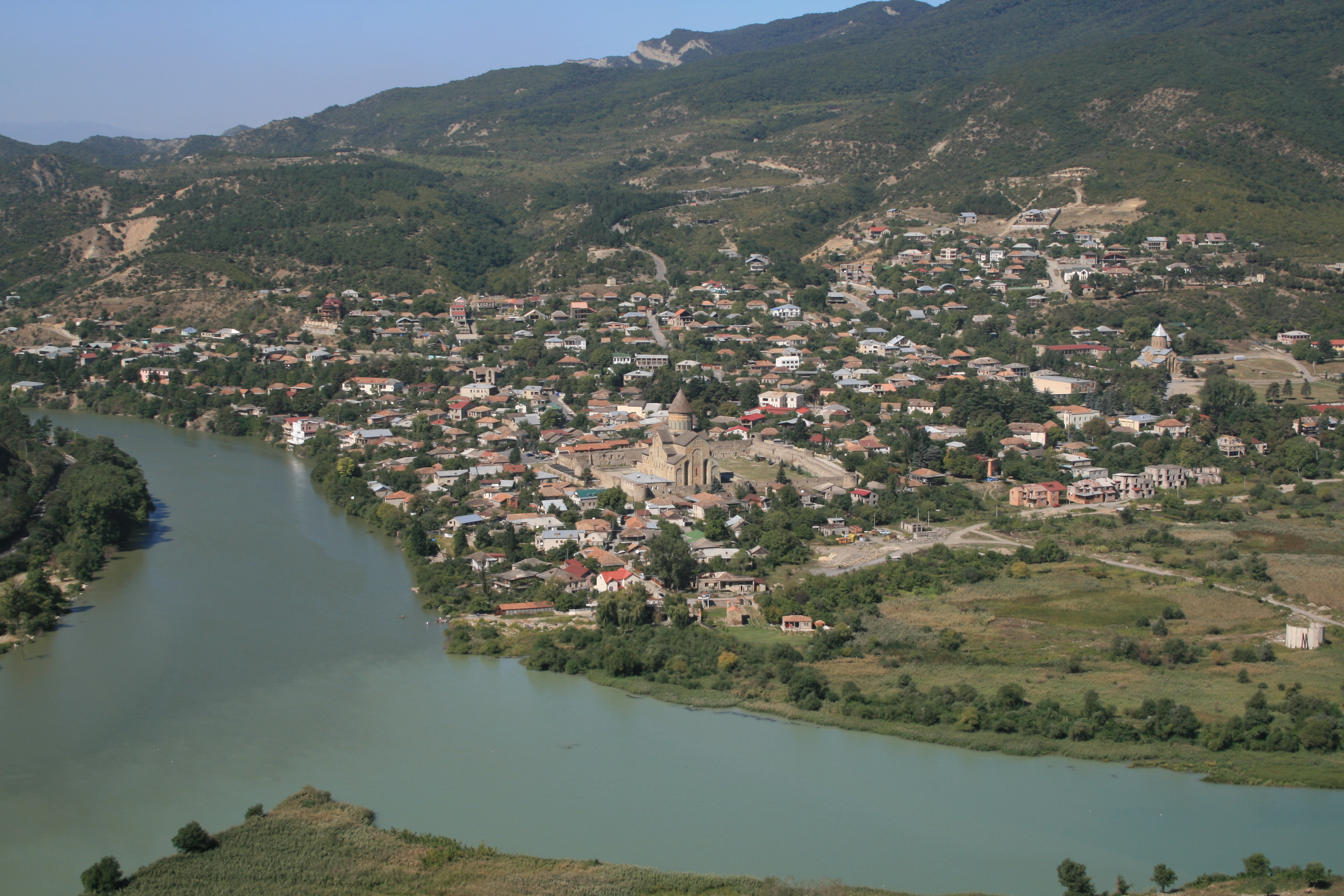
العاصمة الجورجية القديمة متسكيتا حيث عاش اليهود ألاف السنين

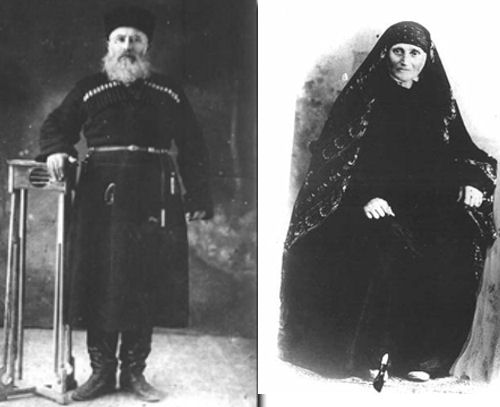
يهود جورجيون في تبليسي في القرن الثامن عشر

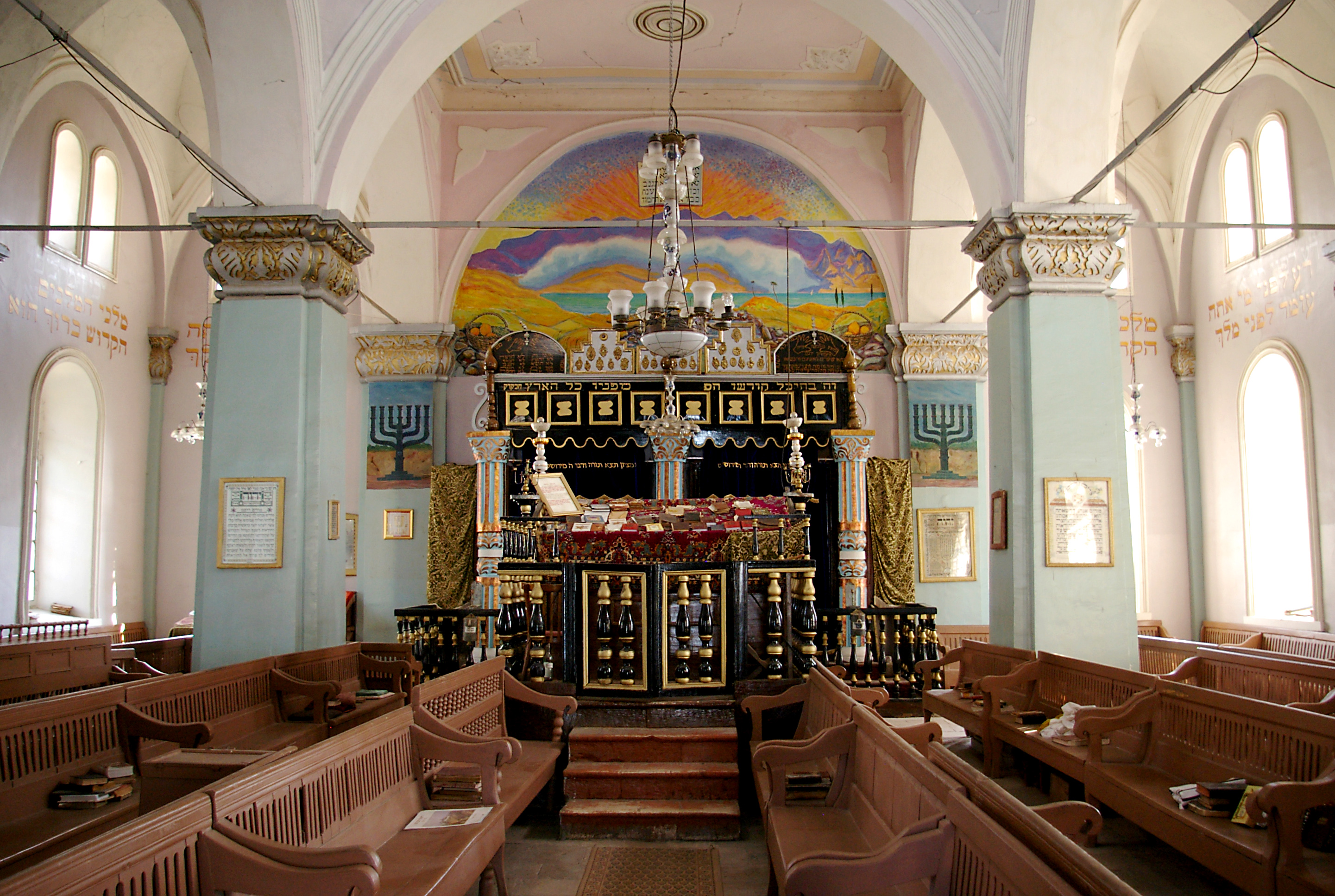
كنيس يهودي قديم في أوني

هاجر العديد اليهود الجورجيون إلى إسرائيل. ويوجد رقم كبير منهم في كل من الولايات المتحدة وروسيا.